# Coperni
Coperni is een Frans modemerk dat in 2013 werd opgericht door ontwerpers Sébastien Meyer en Arnaud Vaillant. Coperni is vernoemd naar wiskundige en astronoom Nicolaas Copernicus. Van 2015 tot 2017 waren Meyer en Vaillant artistiek directeurs bij modehuis Courrèges, waarna ze Coperni opnieuw lanceerden. Het merk brengt exclusieve prêt-à-porter damesmode en accessoires uit. In 2022 pakte Coperni voor de lente/zomercollectie 2023 uit met een jurk in Fabrican, live aangebracht op topmodel Bella Hadid tijdens de modeweek in Parijs.